# Sjra Jacobs
Gerard 'Sjra' Jacobs (Blerick, 3 maart 1922 – Brunssum, 28 juli 1994) was een Nederlands voetballer. Als keeper verdedigde hij achttien seizoenen het doel van Limburgia. Hij sloot zijn carrière op 40-jarige leeftijd af bij Rapid JC waar hij nog vier jaar speelde. 

## Levensloop
De mijnen speelden een belangrijke rol in zijn leven. Zijn vader Toon Jacobs, afkomstig uit Maasbree, verhuisde met het gezin midden jaren twintig van de vorige eeuw van Noord-Limburg naar het 'donkere zuiden' om werk te vinden in de mijnen. Dat vond hij bij Staatsmijn Hendrik in de wijk Rumpen aan de zuidkant van Brunssum. 
Sjra Jacobs was geboren in Blerick maar groeide op in Brunssum. Hij werd in 1932 als tienjarige lid van Staatsmijn Hendrik. Deze club wijzigde in 1936 de naam in Limburgia. Hij was in de jeugdjaren ook enkele jaren lid van RKVV Rumpen dat in 1945 opging in Limburgia. Hij keerde in 1940 terug bij Limburgia.
Het voetbalterrein aan de Venweg lag pal naast Staatsmijn Hendrik. Al op zijn veertiende ging hij in de mijn werken. Eind 1961 vierde hij zijn zilveren dienstjubileum.

## Mijnramp
Op maandagochtend 24 maart 1947 vond de grootste naoorlogse mijnramp in Nederland plaats in Staatsmijn Hendrik. Er was ondergronds brand uitgebroken en Toon Jacobs (54) was een van de dertien slachtoffers. De uitvaart van de vader van Sjra was op vrijdag 28 maart.
Twee dagen later moest Limburgia voor de competitie de uitwedstrijd spelen tegen PSV. De KNVB legde het verzoek om uitstel naast zich neer. Zonder hun vaste doelman verloor Limburgia met 4-2.  

## Succes met Limburgia
Sjra Jacobs verdedigde vanaf 1940 het doel van Limburgia. Een jaar later werd hij als 19-jarige al uitverkozen voor het Limburgs elftal. 
Limburgia was een club in opkomst en werd in het eerste seizoen na de oorlog Eerste klasse kampioen. Dat lukte de Brunssumse mijnwerkers vier jaar later opnieuw.
Jacobs moest het einde van de competitie in het voorjaar van 1950 missen vanwege een blindedarmoperatie. Zijn vervanger Bernard Jonker stond op 26 maart in het doel in het kampioensduel in Venlo met PSV. Deze beslissingswedstrijd was nodig omdat Limburgia en PSV gelijk aan kop waren geëindigd. Limburgia versloeg de Eindhovense ploeg met 2-1 en plaatste zich voor de strijd om het landskampioenschap. 

## Landskampioen

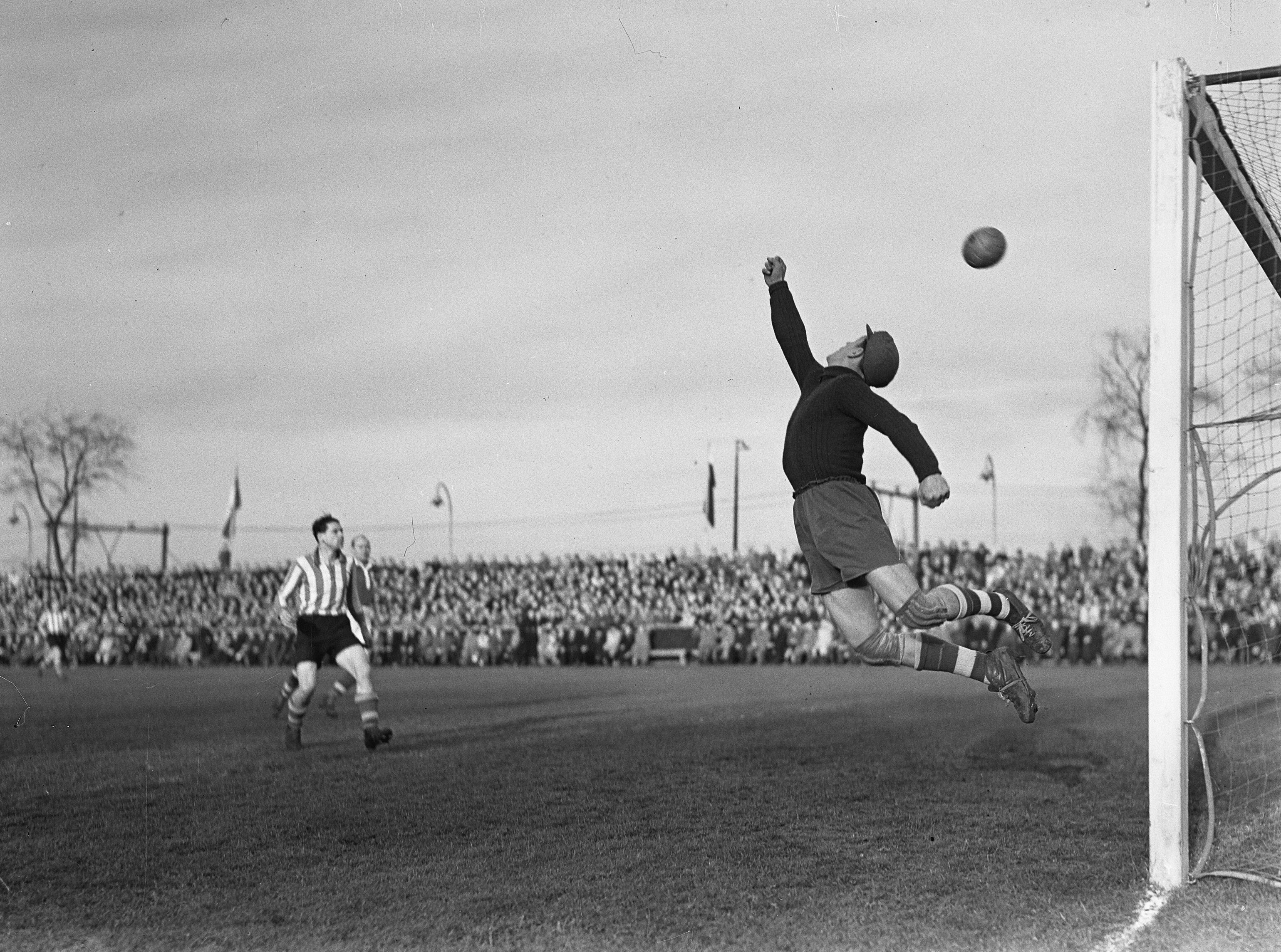
Jacobs in actie tegen PSV (1950)

Hij was bijna hersteld toen de nationale titelstrijd in april begon. Van de tien wedstrijden moest hij er twee laten schieten. Zaterdag 24 juni 1950 was een historische dag voor het Limburgse voetbal. Door de 6-0 zege op AFC Ajax in Amsterdam werd Limburgia, met Sjra Jacobs als uitblinker, landskampioen.

## Beroepsvoetbal
Hij was honkvast en bleef bij Limburgia toen medio 1954 de profcompetitie van de NBVB van start ging met drie Limburgse clubs: Venlo'54, Fortuna '54 en Rapid '54. Door de fusie van de voetbalbonden werd Limburgia in november 1954 ook een profclub.
Vier jaar later, hij was al 36, besloot hij toch op de aanbieding van Rapid JC in te gaan. Zo kon hij op het einde van zijn loopbaan nog in de Eredivisie spelen en bovendien nog wat extra's verdienen.

## Hoofdblessure
In de uitwedstrijd tegen PSV op 29 november 1959 liep hij hersenletsel op nadat hij in botsing kwam met de knie van PSV-spits Trevor Ford. Hij verbleef anderhalve week in het Eindhovense ziekenhuis.
Op 14 februari 1960 keerde hij terug onder de lat maar na vijf duels moest hij toch weer afhaken. Van stoppen wilde hij niets weten en hij keepte daarna nog twee seizoenen voor Rapid JC. Als 40-jarige nam hij in 1962 afscheid van de voetbalsport.
De hoofdblessure bleef hem in zijn verdere leven parten spelen. Hij raakte arbeidsongeschikt en werd in 1966 afgekeurd als mijnwerker.

## Privé
Hij trouwde met Riet Heijnen en het echtpaar kreeg zeven kinderen. Hij overleed in 1994 op 72-jarige leeftijd in Brunssum.
Na het overlijden van echtgenote Riet in 2016, werd op verzoek van de kinderen de as van hun beide ouders uitgestrooid bij het Limburgia Monument. Op de plek van het voormalige voetbalterrein was de woonwijk Park Limburgia gebouwd. Er was hier een plekje ingeruimd voor het voetbalmonument met op een plaquette de namen van de spelers die Limburgia in 1950 de landstitel bezorgden.

## Clubstatistieken
| Seizoen | Club            | Land            | Competitie                   | Competitie      | Competitie      | Beker           | Beker           | Internationaal  | Internationaal  | Overig          | Overig          | Totaal          | Totaal          |
| Seizoen | Club            | Land            | Competitie                   | Wed.            | Dlp.            | Wed.            | Dlp.            | Wed.            | Dlp.            | Wed.            | Dlp.            | Wed.            | Dlp.            |
| ------- | --------------- | --------------- | ---------------------------- | --------------- | --------------- | --------------- | --------------- | --------------- | --------------- | --------------- | --------------- | --------------- | --------------- |
| 1940/41 | Limburgia       | Nederland       | Eerste klasse Zuid           | 8               | 0               | –               | 0               | 0               | 0               | 7               | 0               | 15              | 0               |
| 1941/42 | Limburgia       | Nederland       | Tweede klasse A Zuid II      | 17              | 0               | –               | 0               | 0               | 0               | 0               | 0               | 17              | 0               |
| 1942/43 | Limburgia       | Nederland       | Tweede klasse A Zuid II      | 18              | 0               | –               | 0               | 0               | 0               | 0               | 0               | 18              | 0               |
| 1943/44 | Limburgia       | Nederland       | Tweede klasse A Zuid II      | 17              | 0               | –               | 0               | 0               | 0               | 8               | 0               | 25              | 0               |
| 1944/45 | Geen competitie | Geen competitie | Geen competitie              | Geen competitie | Geen competitie | Geen competitie | Geen competitie | Geen competitie | Geen competitie | Geen competitie | Geen competitie | Geen competitie | Geen competitie |
| 1945/46 | Limburgia       | Nederland       | Eerste klasse Zuid II        | 20              | 10              | –               | 0               | 0               | 0               | 10              | 0               | 30              | 0               |
| 1946/47 | Limburgia       | Nederland       | Eerste klasse Zuid II        | 18              | 0               | –               | 0               | 0               | 0               | 0               | 0               | 18              | 0               |
| 1947/48 | Limburgia       | Nederland       | Eerste klasse Zuid I         | 20              | 0               | –               | 0               | 0               | 0               | 0               | 0               | 20              | 0               |
| 1948/49 | Limburgia       | Nederland       | Eerste klasse Zuid I         | 20              | 0               | –               | 0               | 0               | 0               | 0               | 0               | 20              | 0               |
| 1949/50 | Limburgia       | Nederland       | Eerste klasse Zuid I         | 13              | 0               | –               | 0               | 0               | 0               | 8               | 0               | 21              | 0               |
| 1950/51 | Limburgia       | Nederland       | Eerste klasse E              | 20              | 0               | –               | 0               | 0               | 0               | 0               | 0               | 20              | 0               |
| 1951/52 | Limburgia       | Nederland       | Eerste klasse D              | 21              | 0               | –               | 0               | 0               | 0               | 0               | 0               | 21              | 0               |
| 1952/53 | Limburgia       | Nederland       | Eerste klasse D              | 24              | 0               | –               | 0               | 0               | 0               | 0               | 0               | 24              | 0               |
| 1953/54 | Limburgia       | Nederland       | Eerste klasse D              | 25              | 0               | –               | 0               | 0               | 0               | 0               | 0               | 25              | 0               |
| 1954/55 | Limburgia       | Nederland       | Eerste klasse C (afgebroken) | 10              | 0               | –               | –               | 0               | 0               | 0               | 0               | 10              | 0               |
| 1954/55 | Limburgia       | Nederland       | Eerste klasse C              | 24              | 3               | –               | –               | 0               | 0               | 0               | 0               | 24              | 3               |
| 1955/56 | Limburgia       | Nederland       | Hoofdklasse A                | 25              | 1               | –               | –               | 0               | 0               | 0               | 0               | 25              | 1               |
| 1956/57 | Limburgia       | Nederland       | Eerste divisie A             | 29              | 1               | 2               | 0               | 0               | 0               | 0               | 0               | 31              | 1               |
| 1957/58 | Limburgia       | Nederland       | Eerste divisie B             | 25              | -               | 2               | 0               | 0               | 0               | 0               | 0               | 27              | 0               |
| 1958/59 | Rapid JC        | Nederland       | Eredivisie                   | 32              | 0               | 5               | 0               | 0               | 0               | 0               | 0               | 37              | 0               |
| 1959/60 | Rapid JC        | Nederland       | Eredivisie                   | 19              | 0               | –               | –               | 0               | 0               | 0               | 0               | 19              | 0               |
| 1960/61 | Rapid JC        | Nederland       | Eredivisie                   | 21              | 0               | 5               | 0               | 0               | 0               | 0               | 0               | 26              | 0               |
| 1961/62 | Rapid JC        | Nederland       | Eredivisie                   | 14              | 0               | 0               | 0               | 0               | 0               | 0               | 0               | 14              | 0               |
| Totaal  | Totaal          | Totaal          | Totaal                       | 440             | 5               | 14              | 0               | 0               | 0               | 33              | 0               | 487             | 5               |